# 810

## Události
- v Cáchách po devíti letech zemřel slon, kterého daroval chalíf Hárún ar-Rašíd Karlu Velikému

## Narození
- ? – Kenneth I., první král skotský († 13. února 858)
- ? – Abbás ibn Firnás, vědec a umělec berberského původu žijící v Córdobském emirátu († 887)

## Úmrtí
- Godfred – první z historicky doložených dánských králů (zavražděn)

## Hlavy států
- Papež – Lev III. (795–816)
- Anglie
  - Wessex – Egbert
  - Essex – Sigered (798–825)
  - Mercie – Coenwulf (796–821)
- Franská říše – Karel I. Veliký (768–814)
- První bulharská říše – Krum
- Byzantská říše – Nikeforos I. (802–811)
- Svatá říše římská – Karel I. Veliký